# Красная книга Еврейской автономной области
Красная книга Еврейской автономной области — аннотированный список редких и находящихся под угрозой исчезновения животных, растений и грибов Еврейской автономной области. Она была подготовлена учёными Института комплексного анализа региональных проблем (Биробиджан) ДВО РАН при поддержке правительства Еврейской автономной области и Управления природных ресурсов и охраны окружающей среды Министерства природных ресурсов России по Еврейской автономной области.

## Издание
До официального издания Красной книги Еврейской автономной области была издана книга «Флора Еврейской автономной области» (Белая, 1997). Первое официальное издание Красной книги Еврейской автономной области выпущено в 2-х книгах: «Красная книга Еврейской автономной области. Редкие и находящиеся под угрозой исчезновения виды животных» (Хабаровск, 2004) и «Красная книга Еврейской автономной области. Редкие и находящиеся под угрозой исчезновения виды растений и грибов» (Новосибирск, 2006). Красная книга Еврейской автономной области является официальным изданием, предназначенным как для специалистов, так и для широкого круга читателей. Второе издание издание Красной книги Еврейской автономной области вышло в 2014 (том «Животные») и в 2019 (том «Растения») году.

## Категории
Виды, включённые в Красную книгу отнесены к одной из шести категорий редкости:
- 0 — Вероятно исчезнувшие.
- 1 — Находящиеся под угрозой исчезновения.
- 2 — Сокращающиеся в численности, уязвимые виды.
- 3 — Редкие виды.
- 4 — Неопределённый статус.
- 5 — Восстановленные и восстанавливающиеся.

## Списки видов

### Том первый. Животные
В первом томе в первом издании (2006 год) представлен список редких и находящихся под угрозой исчезновения животных Еврейской автономной области, который включает 82 вида (6 — рыбы, 5 — земноводные и пресмыкающиеся, 61 — птицы, 10 — млекопитающие).
Во второе издание (2019 год) включено 85 видов позвоночных животных, в том числе 11 видов млекопитающих, 63 — птиц, 5 — пресмыкающихся и 6 — рыб.
Ниже приведен список животных, включённых во второе издание (в скобках — статус редкости):
- Elopichthys bambusa — Желтощёк (3)
- Megalobrama terminalis — Чёрный амурский лещ (1)
- Mylopharyngodon piceus — Чёрный амур (1)
- Plagiognathops microlepis — Мелкочешуйный желтопёр (1)
- Silurus soldatovi — Сом Солдатова (3)
- Siniperca chuatsi — Ауха, или китайский окунь (3)

- Elaphe schrenckii — Амурский полоз (3)
- Pelodiscus sinensis — Дальневосточная черепаха (2)
- Oocatochus rufodorsatus — Красноспинный полоз (3)
- Pelias sachalinensis — Сахалинская гадюка (4)
- Amphiesma vibakari — Японский уж (3)

- Aegypius monachus — Чёрный гриф (3)
- Aix galericulata — Мандаринка (5)
- Anas formosa — Клоктун (квохта (5)
- Anas zonorhyncha — Чёрная кряква (3)
- Anser anser — Серый гусь (3)
- Anser erythropus — Пискулька (2)
- Anthus menzbieri — Конёк Мензбира (3)
- Aquila chrysaetos — Беркут (2)
- Aquila clanga — Большой подорлик (2)
- Ardea purpurea — Рыжая цапля (3)
- Aythya baeri — Нырок Бэра (1)
- Bombycilla japonica — Амурский свиристель (3)
- Botaurus stellaris — Большая выпь (3)
- Branta bernicla — Чёрная казарка (2)
- Bubo bubo — Филин (2)
- Butastur indicus — Ястребиный сарыч (2)
- Butorides striatus — Зелёная кваква (3)
- Casmerodius albus — Большая белая цапля (2)
- Charadrius placidus — Уссурийский зуёк (2)
- Ciconia boyciana — Дальневосточный аист (2)
- Ciconia nigra — Чёрный аист (2)
- Circus melanoleucos — Пегий лунь (3)
- Circus spilonotus — Восточный болотный лунь (3)
- Columba rupestris — Скалистый голубь (3)
- Coturnicops exquisitus — Белокрылый погоныш (1)
- Cygnopsis cygnoides — Сухонос (1)
- Cygnus bewickii — Малый лебедь, или тундровый лебедь (3)
- Cygnus cygnus — Лебедь-кликун (3)
- Egretta intermedia — Средняя белая цапля (3)
- Eophona migratoria — Малый черноголовый дубонос (2)
- Falcipennis falcipennis — Дикуша (2)
- Falco amurensis  — Амурский кобчик (2)
- Falco peregrinus — Сапсан (1)
- Falco rusticolus — Кречет (2)
- Gallinago solitaria — Горный дупель (3)
- Grus japonensis — Уссурийский журавль, или японский журавль (1)
- Grus leucogeranus — Стерх (1)
- Grus monacha — Чёрный журавль (2)
- Grus vipio — Даурский журавль (1)
- Haematopus ostralegus — Кулик-сорока (3)
- Haliaeetus albicilla — Орлан-белохвост (2)
- Haliaeetus pelagicus — Белоплечий орлан (3)
- Himantopus himantopus — Ходулочник (3)
- Ixobrychus eurhythmus — Амурский волчок (3)
- Mergus squamatus — Чешуйчатый крохаль (1)
- Nipponia nippon — Красноногий ибис (0)
- Numenius madagascariensis — Дальневосточный кроншнеп (2)
- Nyctea scandiaca — Белая сова (3)
- Ocyris aureolus — Дубровник (2)
- Pandion haliaetus — Скопа (2)
- Perdix daurica — Бородатая куропатка (1)
- Platalea leucorodia — Колпица (2)
- Podiceps cristatus — Чомга, или большая поганка) (3)
- Porzana paykullii — Большой погоныш (3)
- Riparia riparia — Береговушка, или береговая ласточка) (3)
- Schoeniclus yessoensis — Рыжешейная овсянка (3)
- Sterna albifrons — Малая крачка (2)
- Tadorna ferruginea — Огарь (1)
- Terpsiphone paradisi — Райская мухоловка (4)
- Tetrao parvirostris — Каменный глухарь (1)
- Tringa stagnatilis — Поручейник (3)
- Tryngites subruficollis — Желтозобик (2)
- Turnix tanki — Пятнистая трёхперстка (3)

- Cuon alpinus — Красный волк (0)
- Erinaceus amurensis — Ёж амурский (3)
- Mustela altaica raddei — Солонгой забайкальский (2)
- Myotis bombinus  — Ночница амурская (3)
- Myotis frater — Ночница длиннохвостая (3)
- Myotis gracilis — Ночница уссурийская (3)
- Myotis ikonnikovi — Ночница Иконникова (3)
- Nemorhaedus caudatus — Амурский горал (1)
- Neomys fodiens — Кутора обыкновенная (3)
- Panthera tigris altaica — Амурский тигр (1)
- Vespertilio sinensis — Кожан восточный (3)

### Том второй. Растения и грибы
Во втором томе в первом издании (2006 год) представлен список редких и находящихся под угрозой исчезновения растений и грибов Еврейской автономной области, который включает 164 видов растений (127 — покрытосеменные, 1 — голосеменные, 11 — папортниковидные, 1 — плауновидные, 8 — мохообразные, 16 — лишайники) и 12 видов грибов.
Во второе издание (2019 год) включено 185 видов растений и грибов, из них сосудистых растений — 132 вида, мхов — 10 видов, лишайников — 25 видов и грибов — 18 видов.
Ниже приведен список растений и грибов, включённых во второе издание (в скобках — статус редкости):
- Achnatherum sibiricum — Чий сибирский (3)
- Achudemia japonica — Ахудемия японская (3)
- Adlumia asiatica — Адлумия азиатская (3)
- Aldrovanda vesiculosa — Альдрованда пузырчатая (2)
- Ampelopsis brevipedunculata — Виноградовник короткоцветоножковый (3)
- Ampelopsis japonica — Виноградовник японский (3)
- Aquilegia viridiflora — Водосбор зеленоцветковый (2)
- Aristolochia contorta — Кирказон скрученный (1)
- Brasenia schreberi — Бразения Шребера (3)
- Caldesia reniformis — Кальдезия почковидная (2)
- Calypso bulbosa — Калипсо луковичная (1)
- Caragana manshurica — Карагана маньчжурская (3)
- Celastrus flagellaris — Древогубец плетеобразный (3)
- Chrysanthemum naktongense — Хризантема нактонгенская, или Дендрантема нактонгенская (3)
- Chrysanthemum zawadskii — Хризантема Завадского, или Дендрантема Завадского (3)
- Adonis amurensis — Желтоцвет амурский, или Горицвет амурский, или Адонис амурский (2)
- Clematis latisecta — Ломонос широкорассеченный (2)
- Clematis serratifolia — Ломонос пильчатолистный (3)
- Codonopsis pilosula — Колокольник мелковолосистый (3)
- Coeloglossum viride — Пололепестник зеленый (3)
- Coleanthus subtilis — Влагалищецветник тонкий (2)
- Crataegus pinnatifida — Боярышник перистонадрезанный (3)
- Cypripedium calceolus — Венерин башмачок настоящий (2)
- Cypripedium guttatum — Венерин башмачок пятнистый (3)
- Cypripedium macranthon — Венерин башмачок крупноцветковый (2)
- Delphinium grandiflorum — Живокость крупноцветковая (3)
- Delphinium maackianum — Живокость Маака (3)
- Deutzia glabrata — Дейция гладкая (1)
- Dioscorea nipponica — Диоскорея ниппонская (3)
- Dysophylla jatabeana — Дурнолистник Ятабе (1)
- Eleutherococcus sessiliflorus — Свободноягодник сидячецветковый, или акантопанакс сидячецветковый (3)
- Epipactis papillosa — Дремлик сосочковый (2)
- Epipactis thunbergii — Дремлик Тунберга (2)
- Epipogium aphyllum — Надбородник безлистный (1)
- Eranthis stellata — Весенник звездчатый (3)
- Eriocaulon komarovii — Шерстестебельник Комарова (2)
- Euryale ferox — Эвриала устрашающая (1)
- Filifolium sibiricum — Нителистник сибирский (3)
- Fritillaria maximowiczii — Рябчик Максимовича (3)
- Gagea pauciflora — Гусиный лук малоцветковый (1)
- Galearis cyclochila — Галеарис круглогубый, или ятрышник круглогубый (2)
- Galium paradoxum — Подмаренник удивительный (3)
- Gentiana macrophylla — Горечавка крупнолистная (3)
- Gueldenstaedtia verna — Гюльденштедтия весенняя (3)
- Gymnadenia conopsea — Кокушник комарниковый (2)
- Hedysarum alpinum — Копеечник альпийский (2)
- Herminium monorchis — Бровник одноклубневый (2)
- Iris ensata — Касатик мечевидный (3)
- Iris humilis — Касатик низкий (2)
- Leontopodium conglobatum — Эдельвейс скученный (2)
- Leonurus macranthus — Пустырник крупноцветковый (3)
- Lilium buschianum — Лилия Буша (2)
- Lilium callosum — Лилия мозолистая (2)
- Lilium distichum — Лилия двурядная (2)
- Lilium pumilum — Лилия низкая (2)
- Liparis japonica — Глянцелистник японский, или липарис японский (3)
- Liparis makinoana — Глянцелистник Макино (3)
- Listera pinetorum — Тайник сосновый (3)
- Lithospermum erythrorhizon — Воробейник краснокорневой (3)
- Lloydia trifloral — Ллойдия трехцветковая (2)
- Lonicera maackii — Жимолость Маака (3)
- Malaxis monophyllos — Мякотница однолистная (3)
- Mimulus tenellus — Губастик тоненький (3)
- Nelumbo komarovii — Лотос Комарова (2)
- Neomolinia mandshurica — Новомолиния маньчжурская (3)
- Neottia asiatica — Гнездовка азиатская (2)
- Neottia papilligera — Гнездовка сосочконосная (3)
- Neottianthe cucullata — Гнездоцветка клобучковая (3)
- Nuphar pumila — Кубышка малая (2)
- Oenanthe javanica — Омежник яванский (3)
- Oreorchis patens — Горноятрышник раскидистый, или ореорхис раскидистый (1)
- Ostericum sieboldii — Маточник Зибольда, или Дудник Микеля (2)
- Oxalis obtriangulata — Кислица обратнотреугольная (2)
- Paeonia lactiflora — Пион молочноцветковый (3)
- Paeonia obovata — Пион обратнояйцевидный (2)
- Panax ginseng — Женьшень обыкновенный (0)
- Pentaphylloides fruticosa — Пятилисточник кустарниковый (3)
- Phacellanthus tubiflorus — Пучкоцвет трубкоцветковый (2)
- Physocarpus amurensis — Пузыреплодник амурский (3)
- Platanthera freynii — Любка Фрейна (3)
- Platanthera tipuloides — Любка комарниковая (3)
- Platycodon grandiflorus — Ширококолокольчик крупноцветковый (3)
- Pogonia japonica — Бородатка японская (2)
- Polygala japonica — Истод японский (3)
- Polygonatum involucratum — Купена обертковая (3)
- Ponerorchis pauciﬂora — Понерорхис малоцветковый (3)
- Potentilla ancistrifolia — Лапчатка крючковатолистная (3)
- Pterigocalyx volubilis — Крылаточашечник вьющийся (3)
- Pulsatilla chinensis — Прострел китайский (3)
- Pyrus ussuriensis — Груша уссурийская (3)
- Rhaponticum uniflorum — Рапонтикум одноцветковый (3)
- Ribes procumbens — Смородина лежачая (3)
- Rosa koreana — Шиповник корейский (3)
- Sanicula rubriflora — Подлесник красноцветковый (3)
- Saussurea grandifolia — Соссюрея крупнолистная (3)
- Saussurea splendida — Соссюрея блестящая (3)
- Saussurea ussuriensis — Соссюрея уссурийская (3)
- Schisandra chinensis — Лимонник китайский (2)
- Scirpus nipponicus — Камыш ниппонский (3)
- Scrophularia amgunensis — Норичник амгунский (2)
- Scutellaria baicalensis — Шлемник байкальский (2)
- Securinega suffruticosa — Секуринега полукустарниковая (3)
- Spiranthes sinensis — Скрученник китайский (3)
- Stellaria dichotoma — Звездчатка вильчатая (3)
- Stevenia cheiranthoides — Стевения левкойная (2)
- Stipa baicalensis — Ковыль байкальский (1)
- Swertia veratroides — Сверция чемерицевая (3)
- Thalictrum petaloideum — Василистник ложнолепестковый (3)
- Trapella sinensis — Трапелла китайская (3)
- Tripogon chinensis — Трехбородник китайский (3)
- Trommsdorﬁ a ciliata — Тромсдорфия реснитчатая (3)
- Vincetoxicum acuminatum — Ластовень заостренный (3)
- Vincetoxicum amplexicaule — Ластовень стеблеобъемлющий (3)
- Vincetoxicum inamoenum — Ластовень неприятный (3)
- Viola kusnezowiana — Фиалка Кузнецова (3)
- Viola muehldorfii — Фиалка Мюльдорфа (2)
- Viola trichosepala — Фиалка реснитчато-чашелистиковая (2)
- Viola uniflora — Фиалка одноцветковая (2)
- Youngia tenuifolia — Юнгия тонколистная (3)
- Pinus koraiensis — Сосна корейская, или кедр корейский (3)

- Aleuritopteris argentea — Алевритоптерис серебристый (3)
- Asplenium ruta-muraria  — Костенец стенной (2)
- Camptosorus sibiricus — Кривокучник сибирский (3)
- Dennstaedtia hirsuta — Деннштедтия волосистая (2)
- Dennstaedtia wilfordii — Деннштедтия Вильфорда (3)
- Dryopteris goeringiana — Щитовник Геринга (3)
- Lunathyrium pycnosorum  — Лунокучник густосорусовый (3)
- Pleopeltis ussuriensis — Щиточешуйник уссурийский (3)
- Polystichum craspedosorum — Многорядник укореняющийся (3)
- Protowoodsia manchuriensis  — Протовудсия маньчжурская (3)
- Pyrrosia petiolosa — Пиррозия длинночерешковая (3)
- Lycopodioides tamariscina — Плаунок тамарисковый (3)

- Brachymenium nepalense — Брахимениум непальский (3)
- Bryoxiphium japonicum — Бриоксифиум японский (3)
- Drummondia sinensis — Драммондия китайская (3)
- Hondaella caperata — Хондэлла морщинистая (3)
- Hypopterygium ﬂavolimbatum — Гипоптеригиум желтоокаймленный (3)
- Macrocoma tenuis — Макрокома тонкая (3)
- Macromitrium japonicum — Макромитриум японский (3)
- Okamuraea brachydictyon — Окамурая короткосетчатая (3)
- Ptychomitrium sinense — Птихомитриум китайский (3)
- Schwetschkeopsis fabronia — Швечкеопсис фаброния (3)

- Cetrelia japonica — Цетрелия японская (3)
- Coccocarpia erythroxili  — Коккокарпия краснодревесная (3)
- Coccocarpia palmicola  — Коккокарпия пальмовая (3)
- Everniastrum cirrhatum — Еверниаструм усиковый (3)
- Heterodennia boryi — Гетеродермия северная (3)
- Hypogymnia fragillima — Гипогимния хрупкая (3)
- Hypogymnia hypotrypa — Гипогимния изнеженная (3)
- Leptogium burnetiae — Лептогиум Бурнета (3)
- Leptogium hildenbrandii — Лептогиум Гильденбранда (3)
- Lichenomphalia hudsoniana — Лихеномфалия гудзонская (3)
- Lobaria pulmonaria — Лобария лёгочная (2)
- Lobaria retigera — Лобария сетчатая (3)
- Menegazzia terebrata — Менегацция пробуравленная (2)
- Nephromopsis laii — Нефромопсис Лаи (3)
- Nephromopsis laureri — Нефромопсис Лаурера (3)
- Nephromopsis ornata — Нефромопсис украшенный (3)
- Nephromopsis pallescens — Нефромопсис бледнеющий (3)
- Parmotrema arnoldii — Пармотрема Арнольда (3)
- Parmotrema reticulatum — Пармотрема сетчатая (3)
- Parmotrema ultralucens — Пармотрема ультралюценс (3)
- Phaeophyscia dissecta — Феофисция рассечённая (3)
- Punctelia rudecta — Пунктелия сухая (3)
- Pyxine sibirica — Пиксина сибирская (3)
- Pyxine sorediata  — Пиксина соредиозная (2)
- Rusavskia mandshurica  — Русавския маньчжурская (3)

- Fomitopsis castanea — Фомитопсис каштановый, или меланопория каштановая (3)
- Osteina obducta — Остейна прикрытая (3)
- Calvatia gigantea   — Головач гигантский (3)
- Cerioporus choseniae — Трутовик чозениевый (3)
- Cortinarius violaceus — Паутинник фиолетовый (3)
- Fomitopsis officinalis  — Фомитопсис лекарственный, или лиственничная  губка (2)
- Ganoderma lucidum — Трутовик лакированный (3)
- Grifola frondosa — Грифола курчавая, или гриб-баран (3)
- Gyroporus castaneus — Гиропор каштановый (3)
- Harrya chromipes  — Обабок окрашенноножковый (3)
- Hericium erinaceus — Ежовик гребенчатый, или грибная лапша (3)
- Hypsizygus tessulatus — Рядовка мраморношляпковая (3)
- Porphyrellus porphyrosporus — Порфиреллюс порфироспоровый (3)
- Sparassis latifolia — Спарассис, грибная капуста (3)
- Strobilomyces strobilaceus — Шишкогриб хлопьеножковый (3)
- Tremella fuciformis — Тремелла фукусовидная (3)
- Tylopilus atrobrunneus — Обабок черно-бурый (3)
- Сatathelasma ventricosum — Катателазма вздутоножковая (2)